# Walery Krokay (cichociemny)
Walery Marian Krokay vel Walery Wilga pseud.: Siwy, Lekki, Morawa, Zawiślak (ur. 23 listopada 1914 w Skolem, zm. 5 września 1982 w Warszawie) – oficer Wojska Polskiego, Polskich Sił Zbrojnych na Zachodzie i Armii Krajowej, kapitan piechoty służby stałej, cichociemny.

## Życiorys
Walery Krokay uczył się w latach 1936–1938 w Szkole Podchorążych Piechoty w Ostrowi Mazowieckiej-Komorowie. 1 października 1938 roku dostał przydział do 20 pułku piechoty Ziemi Krakowskiej w Krakowie na stanowisko dowódcy plutonu. W latach 1938–1939 dowodził plutonem w 1 kompanii I batalionu 20 pułku piechoty.
We wrześniu 1939 roku walczył jako dowódca plutonu, a następnie dowódca 6 kompanii w 20 pułku piechoty. Przekroczył granicę polsko-węgierską 9 grudnia 1939 roku. W lutym 1940 roku znalazł się we Francji, gdzie został skierowany do Rezerwowego Obozu Wyszkolenia Oficerów (ROWO) w Camp de Carpiagne. Następnie walczył w 7 pułku piechoty. W czerwcu 1940 roku przedostał się do Wielkiej Brytanii, gdzie służył w 14 pułku ułanów.
Zgłosił się do służby w kraju. Po przeszkoleniu w dywersji został zaprzysiężony 29 listopada 1942 roku w Oddziale VI Sztabu Naczelnego Wodza. Zrzutu dokonano w nocy z 20 na 21 lutego 1943 roku w ramach operacji „File” dowodzonej przez por. naw. Karola Gębika. Dostał przydział do Kedywu Okręgu Wołyń AK na stanowisko oficera dywersji na miasto Kowel. Od września 1943 roku walczył w oddziale partyzanckim „Kord” jako oficer operacyjny, a od 15 lutego 1944 roku do 20 kwietnia 1944 roku był dowódcą II batalionu 43 pułku piechoty operującego w ramach Zgrupowania „Gromada” 27 Wołyńskiej Dywizji Piechoty.
W nocy z 20 na 21 kwietnia 1944 roku jego batalion utraciwszy kontakt z dywizją pod Zamłyniem został okrążony przez Niemców. Krokay rozwiązał oddział i sam przedostał się na teren Okręgu Lublin AK, a następnie do Warszawy. Miał w związku z tym rozprawę przed Wojskowym Sądem Specjalnym i odszedł z dywizji. Został uniewinniony. Od czerwca 1944 roku walczył jako zastępca cichociemnego ppłk. Antoniego Iglewskiego ps. Ponar, dowódcy Samodzielnego Batalionu Szturmowego „Suszarnia” działającego w ramach 106 Dywizji Piechoty AK w Inspektoracie Miechów AK Okręgu Kraków AK. 
W związku z częściową demobilizacją 106 Dywizji Piechoty AK po 18 listopada 1944 roku był oficerem inspekcyjnym z ramienia dowódcy dywizji dla rozlokowanych w terenie 9 plutonów dyspozycyjnych.
W 1946 roku wyjechał do Wielkiej Brytanii. Po powrocie do Polski w 1960 roku pracował w banku w Krakowie, a od 1968 roku – w Warszawie. Od 1980 roku był na emeryturze. Pochowany na cmentarzu Powązkowskim w Warszawie (kwatera 257-5-16).

## Awanse
- podporucznik w korpusie oficerów piechoty z dniem 1 października 1938 roku
- porucznik – 11 listopada 1942[2]
- kapitan – 1 stycznia 1945 roku.

## Ordery i odznaczenia
- Krzyż Srebrny Orderu Virtuti Militari
- Krzyż Walecznych – dwukrotnie.

## Życie rodzinne
Walery Krokay był synem Walerego Alojzego Krokaya, miał braci Adama i Jerzego (rozstrzelanego wraz z ojcem w 1940 roku) i przynajmniej jedną siostrę.
Był trzykrotnie żonaty. Pierwsza jego żona, Janina z domu Suszczewska zginęła w wypadku samochodowym. Drugie małżeństwo zawarł w Anglii. W 1968 roku ożenił się z Wandą Roman (ur. w 1919 roku). Nie miał dzieci.